# Axelboeckia spinosa
Axelboeckia spinosa is een vlokreeftensoort uit de familie van de Gammaridae. De wetenschappelijke naam van de soort is voor het eerst geldig gepubliceerd in 1894 door G.O. Sars.